# Jean-Claude Lemoult
Jean-Claude Lemoult est un footballeur français, né le 28 août 1960 à Neufchâteau  dans le département des Vosges. Il joue au poste de milieu de terrain défensif de la fin des années 1970 au début des années 1990.
Formé au Paris SG, il remporte avec ce club le championnat de France en 1986 et deux Coupe de France en 1982 et 1983.
Il rejoint en 1986 le Montpellier HSC avec qui il remporte une nouvelle coupe de France en 1990 puis termine sa carrière professionnelle en 1993 au Nîmes Olympique.
Il compte deux sélections en équipe de France et remporte en 1984 la médaille d'or du tournoi de football des jeux olympiques avec l'équipe de France olympique.
Il est, de 2002 à 2004, administrateur du Paris Basket Racing pour le compte du Groupe Nicollin puis président du Paris Handball jusqu'en 2009.

## Vie privée
Il épouse le 20 novembre 1982 Véronique Ily, elle-même fille d'Aimé Ily, ancien directeur administratif de la FFF.
Il a une fille née en 1983.

## Carrière
Jean-Claude Lemoult est un milieu défensif, discret mais talentueux, ayant joué au Paris Saint-Germain FC dans les années 1980, lui ayant permis d'obtenir un bon palmarès et de s'ouvrir les portes de l'équipe de France à deux reprises et de s'octroyer la médaille d'or aux Jeux olympiques de Los Angeles en 1984. 
Face à un temps de jeu limité lors du premier titre du PSG en 1986, il prend la direction de Montpellier, alors en deuxième division. Il participe alors à la folle aventure montpelliéraine (montée en première division en 1987, troisième l'année suivante, Coupe de France en 1990...), qui s'achèvera pour lui sur un 1/4 de finale de la Coupe des Coupes en 1991. 
Il termine sa carrière pro au Nîmes Olympique sur une relégation en deuxième division en 1993.

## Palmarès

### En club
- Champion de France en 1986 avec le Paris Saint-Germain FC
- Vainqueur de la Coupe de France en 1982, 1983 avec le Paris Saint-Germain FC et en 1990 avec Montpellier
- Champion de France de Division 2 en 1987 avec Montpellier
- Finaliste de la Coupe de France en 1985 avec le Paris Saint-Germain FC

### En équipe de France
- Deux sélections en 1983
  - France-Belgique 1-1, le 31 mai
  - France-Espagne 1-1, le 5 octobre[1]
- Champion olympique en 1984 avec les Olympiques
- International Cadets (capitaine), Scolaires (capitaine), Juniors, Olympiques, Espoirs (capitaine)

### Distinctions
- Trophées UNFP 2024 : trophée d'honneur pour l'ensemble du groupe, à l'occasion du 40e anniversaire de la victoire de l'équipe de France olympique aux Jeux olympiques d'été de 1984[2],[3].

## Statistiques
- 387 matches et 11 buts en Division 1
- 33 matchs et 4 buts en Division 2
- 11 matchs et 1 but en Coupe des Vainqueurs de Coupes
- 6 matchs et 0 but en Coupe de l'UEFA